# Licuala kiahii
Licuala kiahii är en enhjärtbladig växtart som beskrevs av Caetano Xavier Furtado. Licuala kiahii ingår i släktet Licuala och familjen Arecaceae. Inga underarter finns listade i Catalogue of Life.